# Vladimír Palko
Vladimír Palko (* 20. května 1957, Čunovo, Československo) je slovenský matematik, konzervativní politik, bývalý poslanec Národní rady Slovenské republiky a bývalý ministr vnitra Slovenské republiky. Byl členem KDH, od roku 2008 členem KDS.
Je autorem knih Boj o moc a tajná služba (2004) a Levy prichádzajú (2012), druhá kniha vyšla i německy (poprvé 2014, k říjnu 2015 už vyšla čtyřikrát), česky (2016) a italsky (2016). Dostalo se jí ocenění od emeritního papeže Benedikta XVI. Dále je autorem vysokoškolské učebnice Diskrétna matematika pre informatikov (2017).

## Profesionální kariéra
- 1977–1981 – studium na Matematicko-fyzikální fakultě Univerzity Komenského v Bratislavě
- 1987 – obhájil titul kandidát matematických a fyzikálních věd
- 1981–1990 – odborný asistent na Katedře matematiky na Elektrotechnické fakultě Slovenské vysoké školy technické v Bratislavě a dále jako vědecký pracovník v Ústavu technické kybernetiky v Slovenské akademii věd (SAV)
- 1991–1992 – náměstek ředitele Federální bezpečnostní informační služby
- 1991–1996 – odborný asistent na Katedře matematiky Fakulty elektrotechniky a informatiky STU v Bratislavě
- 1996 – obhájil titul docent v oboru matematika

## Stranická kariéra
- listopad 1996 – červenec 1998 – místopředseda KDH
- červenec 1998 – člen Slovenské demokratické koalice (SDK) a člen Předsednictva SDK (přerušil členství v KDH)
- 15. ledna 1999 – obnovil členství v KDH
- duben 1999 – zvolen místopředsedou KDH pro tisk a vnější vztahy
- říjen 2000 – na sněmu KDH v Trenčíně byl znovu zvolen místopředsedou KDH pro tisk a vnější vztahy
- říjen 2001 – na sněmu KDH v Nových Zámcích byl znovu zvolen místopředsedou KDH pro tisk a vnější vztahy
- červenec 2006 – vzdal se funkce místopředsedy KDH
- únor 2008 – vystoupil z KDH
- červenec 2008 – založil novou stranu Konzervatívni demokrati Slovenska a stal se jejím prvním předsedou

## Politická kariéra
- 1998–2002 – poslanec Národní rady Slovenské republiky zvolený za SDK, v listopadu 2000 se skupinou 9 poslanců vystoupil z klubu poslanců za SDK a založili klub KDH. V Národní radě Slovenské republiky byl zvolen předsedou Výboru pro obranu a bezpečnost
- 16. října 2002 – 7. února 2006 – ministr vnitra Slovenské republiky
- 8. února 2006 – uplatnil svůj poslanecký mandát v Národní radě Slovenské republiky
- 17. června 2006 – zvolen poslancem Národní rady Slovenské republiky
- od června 2010 působí mimo parlament.